# Instituto Weizmann de Ciencias
El Instituto Weizmann de Ciencias (en hebreo: מכון ויצמן למדע), conocido como Majón Weizmann Lemadá es una universidad y un instituto de investigación en Rehovot, Israel. Se distingue de otras universidades israelíes en el sentido de ofrece únicamente estudios de grado y posgrado en las ciencias naturales.

## Historia
Fundada en 1934 por Chaim Weizmann como Instituto de Investigaciones Daniel Sieff, se cambió su nombre por el Instituto Weizmann de Ciencias en su honor el 2 de noviembre de 1949. Antes de convertirse en Presidente del Estado de Israel, Weizmann siguió con su investigación en química orgánica en sus laboratorios. El Instituto Weizmann cuenta en la actualidad con cerca de 2500 estudiantes, personal y profesores, y los grados M.Sc. y Ph.D.  en matemáticas, ciencias de la computación, física, química, biología y bioquímica, así como varios programas interdisciplinarios.

## Programas para la juventud
Además de sus programas académicos, el Instituto Weizmann ejecuta programas para los jóvenes, incluidos los clubes de ciencia, campamentos y concursos.  El Jardín Clore de la Ciencia, (en inglés: Clore Garden of Science) que se inauguró en 1999, es el primer museo de ciencias totalmente interactivo al aire libre del mundo.

## Premios
En 1996 y 2002, respectivamente, dos investigadores del Instituto Weizmann —Amir Pnueli y Adi Shamir— ganaron el Premio Turing. Ada Yonath ganó el Premio Wolf de Química en 2006. El 7 de octubre de 2009, la Cristalógrafa Ada Yonath, directora del Centro de Estructura Biomolecular Helen y Milton A. Kimmelman, fue galardonada con el Premio Nobel de Química.

## Facultades distinguidas
- Haim Harari, física teórica
- Chaim Weizmann, químico, primer Presidente de Israel
- Ephraim Katzir, biofísico, cuarto Presidente de Israel
- Mordehai Milgrom, física
- Amir Pnueli, Informática
- Adi Shamir, criptografía
- Ada Yonath, cristalografía
- Raphael Mechoulam, Química Medicinal

## Presidentes
- Chaim Weizmann (1949-1952, 1934-1952)
- Weisgal Meyer (1952-1959)
- Abba Eban (1959-1966)
- Weisgal Meyer (1966-1969)
- Albert Sabin (1969-1972)
- Israel Dostrovsky (1972-1975)
- Michael Sela (1975-1985)
- Aryeh Dvoretzky (1985-1988)
- Haim Harari (1988-2001)
- Ilan Chet (2002-2006)
- Daniel Zajfman (2006-presente)

Fuentes